# Valmozzola
Valmozzola é uma comuna italiana da região da Emília-Romanha, província de Parma, com cerca de 690 habitantes. Estende-se por uma área de 67 km², tendo uma densidade populacional de 10 hab/km². Faz fronteira com Bardi, Berceto, Borgo Val di Taro, Solignano, Varsi.

## Demografia
| Variação demográfica do município entre 1861 e 2011                               |
|                                                                                   |
| Fonte: Istituto Nazionale di Statistica (ISTAT) - Elaboração gráfica da Wikipedia |